# Нудик Ярослав Володимирович
Нудик Ярослав Володимирович (також Славко Нудик) — український співак (тенор-універсал). Учасник української акапельної формації «Піккардійська терція» з 24 вересня 1992 року. Лауреат Національної премії України імені Тараса Шевченка 2008 року. Заслужений артист України.

## Життєпис
Народився 7 лютого 1968 року у Львові, навчався у школі на Кривчицях та у львівській середній ЗОШ № 75 імені Лесі Українки.
У складі формації, зокрема:
- 1993 — дипломант фестивалю «Червона Рута» у Донецьку
- 1994 — переможець фестивалю «Доля» в Чернівцях (три перші премії — в конкурсах народної пісні, популярної пісні і «співана поезія»; одноголосно — Гран-прі фестивалю)
- Гран-Прі телефестивалю «Мелодія-95» (пісня «Пустельник») та інші.
- Географія гастролей: Польща, Канада, Іспанія, Німеччина, США, Італія, Франція
- 2014 року пісня гурту під назвою «Гей, пливе кача…» лунала під час поховання героїв Небесної сотні. З тих пір композиція стала символом прощання з героями, які загинули в Україні під час військових дій.
- 8 листопада 2017 року указом президента України № 355/2017 Я. Нудику присвоєно звання Заслуженого артиста України[4].

З дружиною виховують троє дітей: сина Романа та близнят Соломію і Ярину.